# ジョー・サッコ

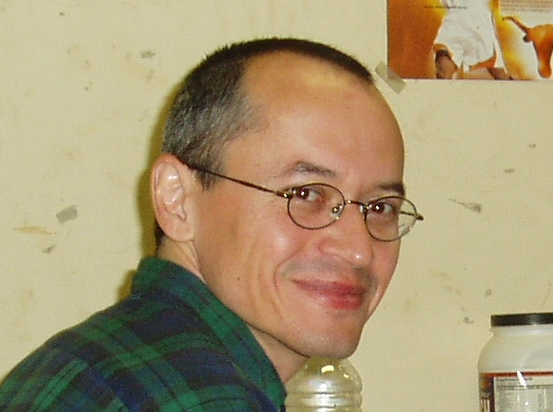
2005年撮影

ジョー・サッコ（Joe Sacco、1960年10月2日 - ）は、マルタ共和国出身のアメリカ合衆国の漫画家、ジャーナリスト。彼は1996年にアメリカンブック・アワードを受賞した『パレスチナ（Palestine）』と、ボスニア紛争を題材にしたSafe Area Goraždeで世界的な名声を獲得した。

## 前半生
ジョー・サッコは1960年にマルタ共和国に生まれた。彼の父はエンジニアであり、母は教師であった。1歳の時、彼は家族とともにオーストラリアに移住し、1972年にロサンジェルスに移るまでそこで幼少期を過ごした。彼が初めてジャーナリズムに携わったのはオレゴン州サンセット高校 の新聞においてである。彼は1978年に高校を卒業した。
サッコは1981年に、オレゴン大学において3年でジャーナリズムの学位を取得した。彼は当時のジャーナリズムに強い不満を抱いていた。彼は後にこのように述べている。「私には何らかの意味をもたらすような、強烈で興味深いジャーナリズムの作品は見当たらなかった」 全国公証人協会（National Notary Association）で彼が就いたジャーナリズムの仕事は非常に退屈なものであった。彼はまもなくそこでの仕事を辞め、いくつかの工場での勤めを経て、ジャーナリストとなることを諦めマルタに戻った。「私はジャーナリストとなることを諦め他の道へ進む決意をしました。それは漫画を描くという、もともと私の趣味だったもので、これで生計を立てることができないだろうかと思ったのです」と、彼はBBCの取材に対し語っている。
彼はガイドブックを刊行している地方の出版社に向けて仕事を始めた。彼自身の好みから、彼はImħabba Vera (True Love)と題した恋愛漫画を執筆した。これはマルタ語で描かれた最初の漫画の一つである。「というのも、マルタ共和国では漫画の歴史がなく、漫画は子供向けのものだという考えもなかったのです」と、彼はThe Village Voiceのインタビューで語っている。「例えば、作中で妊娠してしまった少女が中絶のためにオランダに行きます。マルタはカトリックの国なので、離婚すら許されていません。だからそれは異常な出来事なのですが、誰もそれに関して騒ぎ立てたりはしませんでした。というのも彼らは、そのようなことが漫画の題材にふさわしいのかどうか、判断することができなかったのです。」
サッコはアメリカに戻り、1985年に風刺的なオルタナティヴ・コミックの雑誌であるPortland Permanent Pressをオレゴン州ポートランドで出版した。15ヶ月後に雑誌が廃刊になると、彼はThe Comics Journalで記者の仕事についた。ここでの仕事は彼にもうひとつの風刺的な漫画作品Centrifugal Bumble-Puppyを描く機会を与えた。この題名はオルダス・ハックスレーの『すばらしい新世界』に登場する複雑な玩具から取られている。
しかし、サッコは世界旅行により強い関心をもっていた。1988年、彼はアメリカを後にし、後に自伝的漫画作品Yahooで語られることになるヨーロッパ横断旅行を行なった。この旅行は当時進行中だった湾岸戦争に彼を向き合わせた（湾岸戦争への彼の強迫観念はYahooの2巻で語られている）。1991年、彼は『パレスチナ』の基となる調査研究を始めていた。
Yahooの湾岸戦争の章で、サッコは中東政治の研究に引き付けられた。彼は漫画の大作『パレスチナ』の準備のためイスラエルに旅行し、パレスチナ自治区を訪れた。『パレスチナ』は長短の作品を集めて作られており、いくつかはサッコの旅行とパレスチナ人（またいくらかのイスラエル人）との出会いを描写したもので、いくつかは彼らから聞いた話をドラマ仕立てにしたものである。『パレスチナ』は1993年から2001年にかけて刊行され、第1巻は1996年にアメリカンブック・アワード（en:American Book Award）を受賞した。
サッコは次に、ボスニア紛争末期にサラエヴォとゴラジュデを訪れた。そして『パレスチナ』と同じ漫画形式で Safe Area Goražde、The Fixerと作品集War's Endを発表した。2001年にサッコはSafe Area Goraždeによりアイズナー賞（en:Eisner Award）を受賞し、War's EndによりGuggenheim Fellowshipを獲得している.。
彼はまた戦争犯罪からブルースに至るまでさまざまな題材を扱ったグラフィック・ルポルタージュの小品を複数の雑誌に寄稿し、ハービー・ピーカーの『アメリカン・スプレンダー』にもイラストを載せている。サッコは2007年現在オレゴン州ポートランドに在住している。
近年彼はイラクの出来事を描いた2つの8ページの漫画を『ガーディアン』紙に載せ 、加えて「Harper's Magazine」に16ページの漫画を載せた。

## 日本語訳
- パレスチナ（小野耕世訳、2007年4月、いそっぷ社、ISBN 4900963372）